# Желязувка
Желязувка (пол. Żelazówka) — село в Польщі, у гміні Домброва-Тарновська Домбровського повіту Малопольського воєводства.
Населення — 581 особа (2011).
У 1975—1998 роках село належало до Тарновського воєводства.

## Географія
Селом протікає річка Брень.

## Демографія
Демографічна структура станом на 31 березня 2011 року:
|          | Загалом | Допрацездатний вік | Працездатний вік | Постпрацездатний вік |
| -------- | ------- | ------------------ | ---------------- | -------------------- |
| Чоловіки | 290     | 76                 | 183              | 31                   |
| Жінки    | 291     | 61                 | 167              | 63                   |
| Разом    | 581     | 137                | 350              | 94                   |